# Pittosporum obcordatum
Pittosporum obcordatum är en tvåhjärtbladig växtart som beskrevs av Étienne Fiacre Louis Raoul.
Pittosporum obcordatum ingår i släktet Pittosporum och familjen Pittosporaceae. Inga underarter finns listade i Catalogue of Life.